# MInChI
MInChI ist die Abkürzung für Mixture InChI. Es handelt sich dabei um eine Erweiterung des International Chemical Identifier (InChI)-Codes, die speziell dafür entwickelt wurde, die Zusammensetzung von chemischen Mischungen zu beschreiben.
Während der reguläre InChI-Code eine einzelne, definierte chemische Verbindung eindeutig identifiziert, steht die Chemie oft vor der Herausforderung, Mischungen zu charakterisieren. Das können einfache Lösungen (z. B. Formaldehyd in Wasser) sein, aber auch komplexe Gemische aus der Polymerchemie, in der Biologie oder bei der Untersuchung von Umweltproben, die mehrere Komponenten in variablen Konzentrationen enthalten.

## Beispiel
37 Gew.% Formaldehyd in Wasser mit 10-15 % Methanol:
MInChI= 0.00.1S/CH2O/c1-2/h1H2&CH4O/c1-2/h2H,1H3&H2=/h1H2/n{{1&3}&2}/g{{37wf-2&}&{10:15pp0}

## Ebenen
Wie der InChI hat der MInChI mehrere Ebenen. Dabei übernimmt er die 6 Ebenen des InChI. 
Zusätzlich stehen vor dem InChI-Teil zwei Zahlen, die erste bezeichnet die MInChI-Version (im Beispiel 0), die zweite besteht aus zwei Ziffern: Die erste Ziffer nach dem Punkt bezeichnet Unsicherheiten bei der Genauigkeit der Komponentenbeschreibung, die zweite Ziffer nach dem Punkt bezeichnet Unsicherheiten in den Konzentrations- oder Mengeninformationen. 
Hinter dem InChI-Teil folgt eine Index-Ebene inklusive Hierarchie und eine Konzentrations-Ebene für jede Komponente und Mischungs-Untergruppe.
In der Index-Ebene (Präfix: „n“) erhält jede Komponente einen Index beginnend mit 1 in der alphabetischen Reihenfolge. Sub-Mischungen werden dargestellt mit Klammern um die verbundenen Indizes.
Die Konzentrations-Ebene (Präfix: „g“) listet die enthaltenen Konzentrationen in der Reihenfolge der Komponenten und Gruppen.